# Mantram
Mantram is een compositie van de Italiaan Giacinto Scelsi. Het is een compositie voor solo contrabas.
Van mantras wordt verondersteld dat zij door hun rustgevende en herhalende effecten de luisteraars in een andere staat van bewustzijn brengen. Scelsi is bekend om zijn werken waar hij musici maar één of twee noten / tonen laat spelen. Dus de titel zou eenvoudig verklaard kunnen zijn.
Beluistering laat een heel andere compositie horen. Het werk laat een eenvoudig volksliedjesachtige melodie horen, waarvan het volk verdwenen is of nog moet komen en waarvan de oorspronkelijke betekenis en woorden verloren zijn gegaan of nog ingevuld moeten worden. De muziek kabbelt 5 minuten door om abrupt afgebroken te worden. De enige overkomst met de titel van het werk is dat het je in een andere stemming brengt. Door de lage tonen lijkt Mantram op de joiks van Saami, een vaak murmelend melodietje dat iedere Saami kent maar niemand weet waar het vandaan kwam / komt. Iemand is er ooit mee begonnen, waarna iedereen het overneemt, maar op den duur niemand meer weet, wie ermee begonnen is.
De componist gaf het werk aan de contrabassist Joëlle Landré met de opgave; doe ermee wat je wenst. Landré paste het enigszins aan omdat de oorspronkelijke noten niet “zo goed” bij de contrabas pasten; Scelsi ging akkoord met een transpositie van een kwart hoger. Niet lang daarna overleed de componist.

## Bron en discografie
- Uitgave Mode Records: Robert Black (contrabas)